# Ehrenfriedhof (Bützow)
Der Ehrenfriedhof ist eine denkmalgeschützte Gedenkstätte für die im Zuchthaus Bützow-Dreibergen umgekommenen Opfer des Nationalsozialismus. Die Anlage befindet sich auf dem Friedhof der Evangelischen Kirchengemeinde in Bützow im Landkreis Rostock.

## Ehrenfriedhof

### Gestaltung
Die auf dem südwestlichen Teil vom Friedhof befindliche Anlage läuft in Terrassenform auf ein Mahnmal zu.

### Geschichte
Von 1933 bis 1945 war das Zuchthaus Bützow-Dreibergen Haftort für Zwangsarbeiter und Hinrichtungsstätte der NS-Justiz. Von April bis Juli 1942 wurden Hinrichtungen in Dreibergen von dem Scharfrichter Ernst Reindel mit dem Handbeil hinter der Anstaltstischlerei vorgenommen. Von 1944 bis zum Kriegsende wurde mit dem Fallbeil aus der Zentralen Hinrichtungsstätte V (UH Hamburg-Stadt) vollstreckt. Wegen der näher rückenden Kriegsfronten 1945 wurden über 900 Gefangene aus dem Zuchthauslager Holzen und dem Zuchthauses Celle auf Todesmärsche in offenen Bahnwaggons nach Bützow gezwungen. Nach Angaben von Teilnehmern verloren auf dem Marsch annähernd 200 Menschen ihr Leben. Aufgrund der katastrophalen Haftbedingungen in Bützow-Dreibergen starben 771 Menschen aus Belgien, Dänemark, Deutschland, Frankreich, Großbritannien, den Niederlanden, Norwegen, Österreich, Polen, Russland und der Tschechoslowakei an Hunger, Entkräftung, Krankheit und Mord. Sie wurden in vier Massengräber auf dem Friedhof verscharrt. Außerdem ist bekannt, dass ein großer Teil der Ermordeten nach Rostock zur Einäscherung ins Krematorium gebracht wurde. Nach der Befreiung durch die Rote Armee sind viele der Inhaftierten in das extra eingerichtete Lazarett der Mittelschule (Schule am Rathaus) verlegt worden und dort an den Haftfolgen verstorben.

## Bekannte Opfer in Massengräbern
| Name                        | Geburtsdatum       | Geburtsort                | Todesmarsch                | Todesdatum       | Todesort                     |
| --------------------------- | ------------------ | ------------------------- | -------------------------- | ---------------- | ---------------------------- |
| Werner Schütz               | 21. März 1914      | Solingen-Wald             |                            | 26. Februar 1942 | Zuchthaus Bützow-Dreibergen  |
| Leo Bichler                 | 10. April 1917     | Berdorf                   | Holzen / Bützow-Dreibergen | 13. Mai 1945     | Lazarett Mittelschule-Bützow |
| Max Anton Schlichting       | 8. Februar 1907    | Hamburg-Bergedorf         |                            | 24. März 1945    | Zuchthaus Bützow-Dreibergen  |
| August Quest                | 25. Februar 1886   | Hamburg                   |                            | 28. April 1945   | Zuchthaus Bützow-Dreibergen  |
| Heinrich Kerpel             | 23. Mai 1903       | Treuen                    |                            | April 1945       | Zuchthaus Bützow-Dreibergen  |
| Josef Walter Borchert       | 2. August 1907     | Seeburg                   | Holzen / Bützow-Dreibergen | 18. Mai 1945     | Zuchthaus Bützow-Dreibergen  |
| Robert Anasch               | 22. Dezember 1907  | Zella/Rhön                |                            | 15. April 1945   | Zuchthaus Bützow-Dreibergen  |
| Emile Boucq                 | 23. Juni 1885      | Amentrières               | Holzen / Bützow-Dreibergen | 19. April 1945   | Zuchthaus Bützow-Dreibergen  |
| Georges Castel              | 1. März 1918       | La Forêt                  | Holzen / Bützow-Dreibergen | 7. Mai 1945      | Lazarett Mittelschule-Bützow |
| Pierre Cocquereaux          | 3. September 1919  | Molenbeek                 | Holzen / Bützow-Dreibergen | 23. April 1945   | Zuchthaus Bützow-Dreibergen  |
| Paul Fernand Didier         | 18. Juni 1919      | Ruette                    | Holzen / Bützow-Dreibergen | 22. Juni 1945    | Lazarett Mittelschule-Bützow |
| Paul Dreibrodt              | 19. Juli 1905      | Köllitsch                 | Celle / Bützow-Dreibergen  | 28. Mai 1945     | Zuchthaus Bützow-Dreibergen  |
| Wilhelm Fiedler             | 23. März 1906      | Möckern                   | Holzen / Bützow-Dreibergen | 11. Mai 1945     | Zuchthaus Bützow-Dreibergen  |
| Theodor Gaul                | 20. August 1917    | Brachtenbach              | Holzen / Bützow-Dreibergen | 12. Mai 1945     | Lazarett Mittelschule-Bützow |
| Erich Giese                 | 31. Mai 1881       | unbekannt                 | Celle / Bützow-Dreibergen  | 13. April 1945   | Bahnhof Bützow               |
| Friedrich Gutowski          | 6. Januar 1906     | Regelnitzen               | Celle / Bützow-Dreibergen  | 17. April 1945   | Zuchthaus Bützow-Dreibergen  |
| Jean Hemery                 | 22. September 1917 | Paris, 14. Arrondissement | Holzen / Bützow-Dreibergen | 22. April 1945   | Bützow                       |
| Maurice Roger Jacquemai     | 10. September 1924 | Delemont                  | Holzen / Bützow-Dreibergen | 16. Mai 1945     | Zuchthaus Bützow-Dreibergen  |
| Ludwig Bernhard Krynen      | 18. Februar 1905   | Schwerte                  | Celle / Bützow-Dreibergen  | 19. April 1945   | Zuchthaus Bützow-Dreibergen  |
| Leo Kwiotek                 | 12. April 1896     | Polen                     | Celle / Bützow-Dreibergen  | 20. April 1945   | Zuchthaus Bützow-Dreibergen  |
| Johannes Letonja            | 25. August 1907    | Dolena                    | Celle / Bützow-Dreibergen  | 12. Mai 1945     | Lazarett Mittelschule-Bützow |
| Georges Malfait             | 25. September 1882 | Renaix                    | Celle / Bützow-Dreibergen  | 16. April 1945   | Zuchthaus Bützow-Dreibergen  |
| Artur Maschke               | unbekannt          | unbekannt                 | Holzen / Bützow-Dreibergen | 24. Mai 1945     | Zuchthaus Bützow-Dreibergen  |
| Eugene Massicot             | 10. Februar 1902   | Lusanger                  | Celle / Bützow-Dreibergen  | 17. April 1945   | Zuchthaus Bützow-Dreibergen  |
| Walter Medau                | 6. Januar 1894     | Geesthacht                | Celle / Bützow-Dreibergen  | 24. Juni 1945    | Lazarett Mittelschule-Bützow |
| Emil Nies                   | 20. Dezember 1895  | unbekannt                 | Celle / Bützow-Dreibergen  | 17. April 1945   | Zuchthaus Bützow-Dreibergen  |
| René Noe                    | 27. Juli 1921      | La Madelaine              | Holzen / Bützow-Dreibergen | 11. Mai 1945     | Lazarett Mittelschule-Bützow |
| Viktor Paap,                | 9. Januar 1900     | Hannover                  | Celle / Bützow-Dreibergen  | 24. April 1945   | Zuchthaus Bützow-Dreibergen  |
| Johan Picek                 | 10. März 1917      | Göding                    | Holzen / Bützow-Dreibergen | 12. Mai 1945     | Lazarett Mittelschule-Bützow |
| Franz Selzam                | 27. Dezember 1891  | Oberdürrbach              | Holzen / Bützow-Dreibergen | 21. Mai 1945     | Lazarett Mittelschule-Bützow |
| Oskar Simon                 | 13. März 1906      | Bruay-sur-l’Escaut        | Holzen / Bützow-Dreibergen | 13. Mai 1945     | Lazarett Mittelschule-Bützow |
| Heinrich Stoll              | 6. August 1892     | Offenbach                 | Celle / Bützow-Dreibergen  | 18. Mai 1945     | Zuchthaus Bützow-Dreibergen  |
| Wladislaw Tarnowski         | 13. Oktober 1913   | Domaradz                  | Holzen / Bützow-Dreibergen | 11. Mai 1945     | Lazarett Mittelschule-Bützow |
| Alfons Joseph van den Bosch | 21. Mai 1921       | Lier                      | Holzen / Bützow-Dreibergen | 12. Mai 1945     | Lazarett Mittelschule-Bützow |
| Moritz Vanhuyse             | 4. Januar 1907     | Mooslede                  | Celle / Bützow-Dreibergen  | 12. Mai 1945     | Zuchthaus Bützow-Dreibergen  |
| Jan Verhagen                | 10. März 1920      | Olivos                    | Holzen / Bützow-Dreibergen | 13. Mai 1945     | Zuchthaus Bützow-Dreibergen  |

## Mahnmal

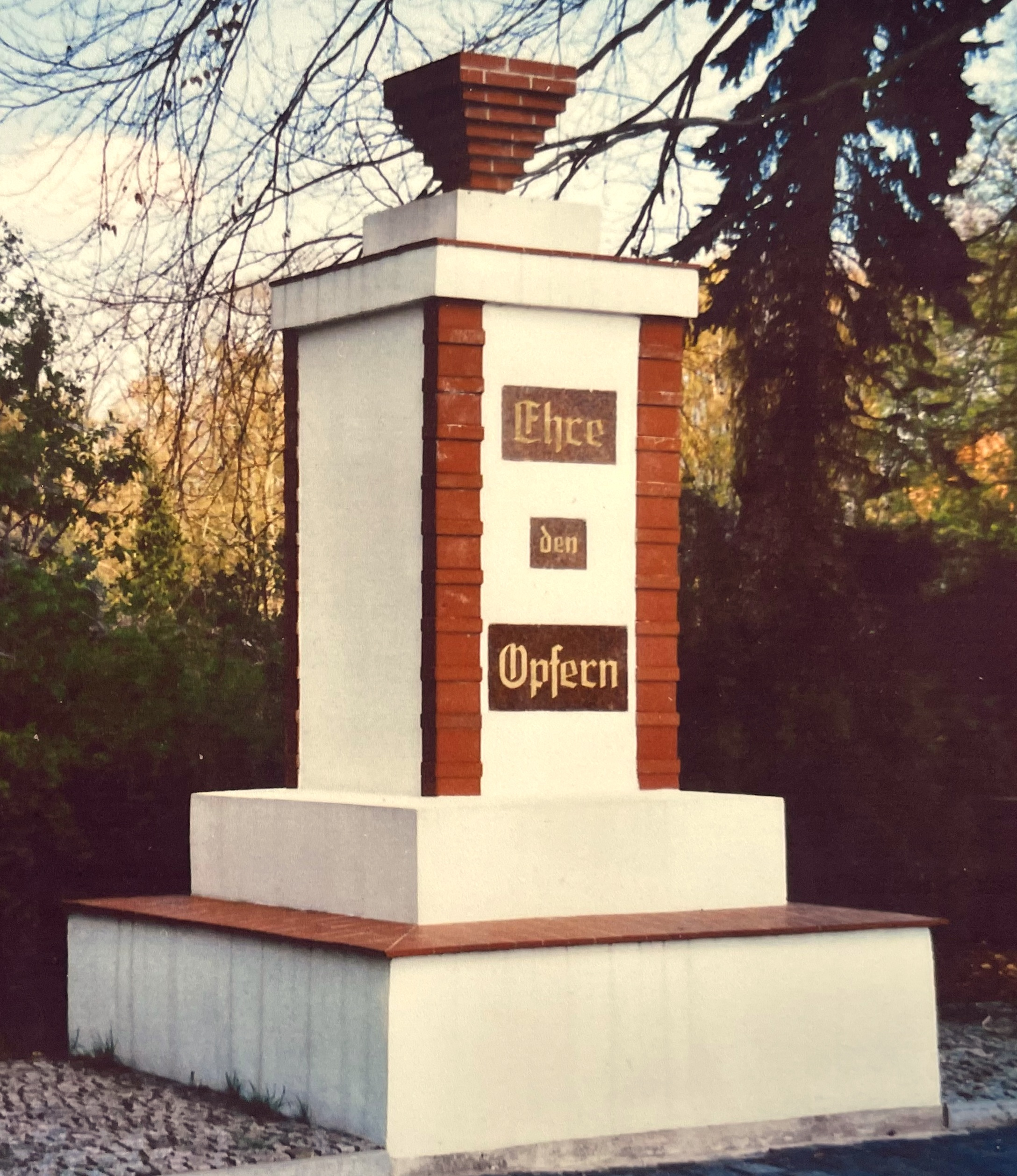
Mahnmal

### Geschichte
Im Auftrag der Stadt Bützow gestaltete Paul Voigt aus Bützow 1947 das Mahnmal. Unter Einbeziehung der Vereinigung der Verfolgten des Naziregimes und zahlreicher Bürger der Stadt Bützow wurde der Ehrenfriedhof mit dem Mahnmal eingerichtet und am 14. September 1947 der Öffentlichkeit übergeben.
Während der DDR-Zeit fanden jährliche Gedenkveranstaltungen am Mahnmal statt.
Im Jahr 2006 erfolgte eine Sanierung des Mahnmals durch die Stadt Bützow.

### Gestaltung
Auf einem zweistufigen gemauerten Sockel ruht ein etwa zweieinhalb Meter hoher Steinblock, der von einem Roten Winkel bekrönt wird, ausgeführt als auf der Spitze stehende Pyramide aus roten Ziegelsteinen.

## Bützower Baudenkmal Nr. 0269
Dem Bützower Baudenkmal Nr. 0269 sind folgende Denkmale und Kleindenkmale untergliedert:
- Friedhof
- Friedhofskapelle
- Mausoleen
- Jüdischer Friedhof
- Ehrenfriedhof mit Mahnmal für Opfer des Nationalsozialismus
- Grabmal Ernst Mundt
- Grabmal Wilhelm Paschen und Frau
- Grabmal Heinrich Lenschau